# Фінкельштейн Яків Борисович
Яків Борисович Фінкельштейн (також Яків Васильович Фінкельштейн та Віктор Васильєв; помер 19 вересня 1906 ) — діяч революційного руху, член Бойової організації партії соціалістів-революціонерів.

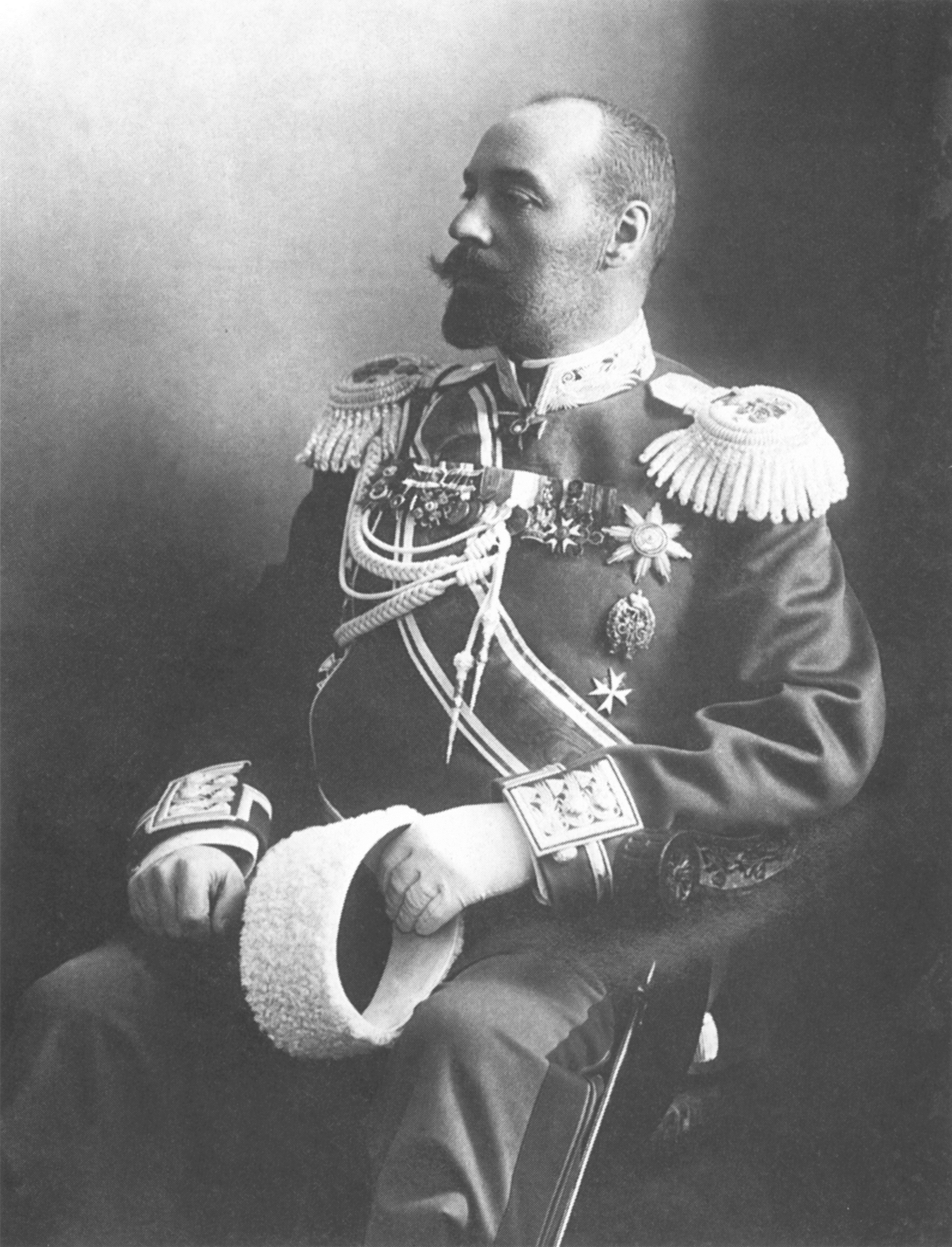
Д.Ф. Трепов

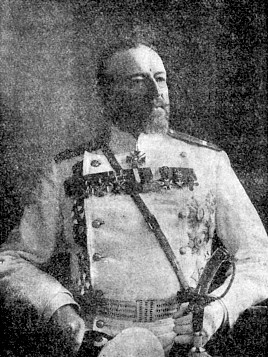
С.В. Козлов

Якову Фінкельштейну було доручено вбити генерала Дмитра Федоровича Трепова. Проте, на музыці в нижньому Петергофському саду він помилково убив зовні схожого на Трепова генерала Сергія Володимировича Козлова . Під час арешту Яків Фінкельштейн назвався Віктором Васильєвим. 18 вересня 1906 року був привезений до Шліссельбурзької фортеці, а наступного дня був повішений біля Старої вежі.

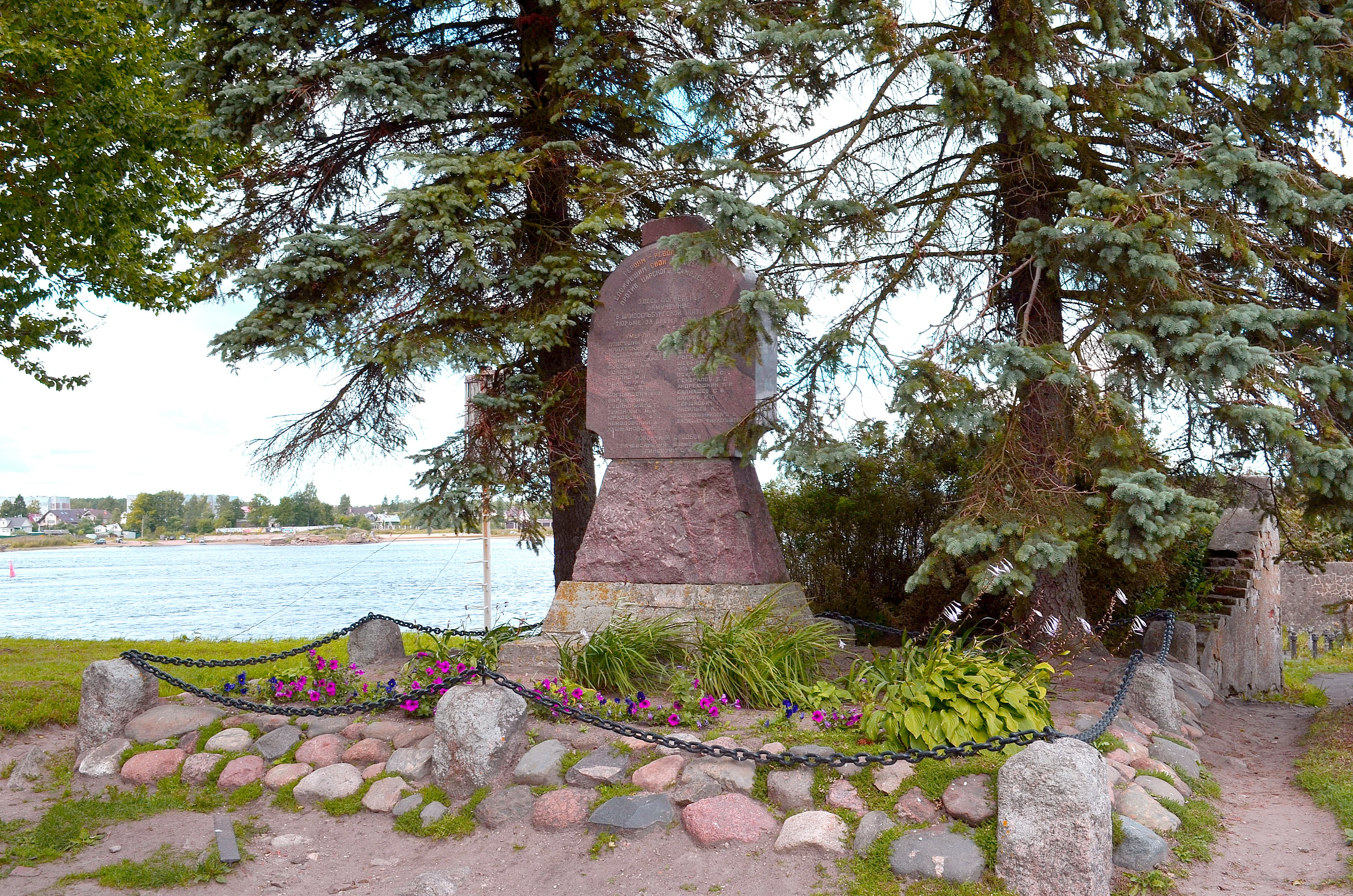
Пам'ятник революціонерам загиблим у Шліссельбурзькій фортеці

Його ім'я висічено на Пам'ятнику революціонерам, які загинули в Шліссельбурзькій фортеці в 1884-1906 роках.